# Quintetto per archi n. 1 (Brahms)
Il Quintetto per archi n. 1 in Fa maggiore opus 88, è un quintetto per due violini, due viole ed un violoncello, di Johannes Brahms. Composto nel 1882 a Bad Ischl, venne eseguito per la prima volta in pubblico il 29 dicembre 1882, a Francoforte per il pubblico tedesco, ed il 15 febbraio 1883 per quello viennese dal Quatuor Hellmesberger. Brahms scrisse al suo editore, Fritz Simrock: «Non ho mai sentito un'opera così bella, scritta da me ».

## Struttura
Si tratta di un "viola quintet", cioè scritto per un Quartetto d'archi con una seconda viola. Brahms ha composto il lavoro in tre movimenti:
1. Allegro non troppo ma con brio (in 4/4)
2. Grave ed appassionato
3. Allegro energico (in fa maggiore in 3/2)

- L'esecuzione del brano dura circa 27 minuti.